# Barthélemy de Boisse
Barthélemy de Boisse est un homme politique français né le 17 août 1747 à Lyon (Rhône) et décédé le 22 février 1829 à Larajasse (Rhône).
Il est député de la noblesse aux États généraux de 1789 pour la sénéchaussée de Lyon. Il est ensuite juge de paix et conseiller général.

## Sources
- « Barthélemy de Boisse », dans Adolphe Robert et Gaston Cougny, Dictionnaire des parlementaires français, Edgar Bourloton, 1889-1891 [détail de l’édition]
- Ressource relative à la vie publique :   - Base Sycomore